# Rich Harrison
Rich Harrison (Washington, 1978) è un produttore discografico e paroliere statunitense.

## Carriera
Ha iniziato la propria carriera alla fine degli anni '90. La sua prima importante collaborazione è datata 1999 ed è quella con Mary J. Blige per l'album Mary. Nel 2001 ha lavorato per l'album di debutto di Amerie, con cui ha collaborato in più occasioni. Nel 2004 ha vinto un Grammy Award grazie al suo contributo al brano di Beyoncé Crazy in Love.
Ha lavorato anche con Usher, Toni Braxton, 50 Cent, Missy Elliott, Eve, Brandy, SE7EN, Jennifer Lopez, Mos Def, Christina Aguilera, Pussycat Dolls, Christina Milian, Marsha Ambrosius, Jennifer Hudson e altri artisti.